# Grande Prêmio da Turquia de 2010
O Grande Prémio da Turquia de 2010 foi a sétima corrida da temporada de 2010 da Fórmula 1. O vencedor foi o inglês Lewis Hamilton.

## Resumo
Mark Webber largou na frente, liderando grande parte da corrida até a tentativa de ultrapassagem do companheiro de equipe Sebastian Vettel, resultando em uma colisão entre eles. Vettel teve de abandonar a prova, enquanto Webber perdeu duas posições para Hamilton e Button, chegando em terceiro. Mesmo não vencendo a prova, o piloto australiano lidera sozinho o campeonato.

## Classificação

### Treino oficial
| Pos | Nº | Piloto             | Construtor           | Parte 1  | Parte 2  | Parte 3  | Grid |
| --- | -- | ------------------ | -------------------- | -------- | -------- | -------- | ---- |
| 1   | 6  | Mark Webber        | Red Bull-Renault     | 1:27.500 | 1:26.818 | 1:26.295 | 1    |
| 2   | 2  | Lewis Hamilton     | McLaren-Mercedes     | 1:27.667 | 1:27.013 | 1:26.433 | 2    |
| 3   | 5  | Sebastian Vettel   | Red Bull-Renault     | 1:27.067 | 1:26.729 | 1:26.760 | 3    |
| 4   | 1  | Jenson Button      | McLaren-Mercedes     | 1:27.555 | 1:27.277 | 1:26.781 | 4    |
| 5   | 3  | Michael Schumacher | Mercedes             | 1:27.756 | 1:27.438 | 1:26.857 | 5    |
| 6   | 4  | Nico Rosberg       | Mercedes             | 1:27.649 | 1:27.141 | 1:26.952 | 6    |
| 7   | 11 | Robert Kubica      | Renault              | 1:27.766 | 1:27.426 | 1:27.039 | 7    |
| 8   | 7  | Felipe Massa       | Ferrari              | 1:27.993 | 1:27.200 | 1:27.082 | 8    |
| 9   | 12 | Vitaly Petrov      | Renault              | 1:27.620 | 1:27.387 | 1:27.430 | 9    |
| 10  | 23 | Kamui Kobayashi    | BMW Sauber-Ferrari   | 1:28.158 | 1:27.434 | 1:28.122 | 10   |
| 11  | 14 | Adrian Sutil       | Force India-Mercedes | 1:27.951 | 1:27.525 |          | 11   |
| 12  | 8  | Fernando Alonso    | Ferrari              | 1:27.857 | 1:27.612 |          | 12   |
| 13  | 22 | Pedro de la Rosa   | BMW Sauber-Ferrari   | 1:28.147 | 1:27.879 |          | 13   |
| 14  | 16 | Sébastien Buemi    | Toro Rosso-Ferrari   | 1:28.534 | 1:28.273 |          | 14   |
| 15  | 9  | Rubens Barrichello | Williams-Cosworth    | 1:28.336 | 1:28.392 |          | 15   |
| 16  | 17 | Jaime Alguersuari  | Toro Rosso-Ferrari   | 1:28.460 | 1:28.540 |          | 16   |
| 17  | 10 | Nico Hülkenberg    | Williams-Cosworth    | 1:28.227 | 1:28.841 |          | 17   |
| 18  | 15 | Vitantonio Liuzzi  | Force India-Mercedes | 1:28.958 |          |          | 18   |
| 19  | 18 | Jarno Trulli       | Lotus-Cosworth       | 1:30.237 |          |          | 19   |
| 20  | 19 | Heikki Kovalainen  | Lotus-Cosworth       | 1:30.519 |          |          | 20   |
| 21  | 24 | Timo Glock         | Virgin-Cosworth      | 1:30.744 |          |          | 21   |
| 22  | 21 | Bruno Senna        | HRT-Cosworth         | 1:31.266 |          |          | 22   |
| 23  | 25 | Lucas di Grassi    | Virgin-Cosworth      | 1:31.989 |          |          | 23   |
| 24  | 20 | Karun Chandhok     | HRT-Cosworth         | 1:32.060 |          |          | 24   |

### Corrida
| Pos | Nº | Piloto             | Construtor           | Voltas | Tempo/Aban.            | Grid | Pontos |
| --- | -- | ------------------ | -------------------- | ------ | ---------------------- | ---- | ------ |
| 1   | 2  | Lewis Hamilton     | McLaren-Mercedes     | 58     | 1:28:47.620            | 2    | 25     |
| 2   | 1  | Jenson Button      | McLaren-Mercedes     | 58     | +2.645                 | 4    | 18     |
| 3   | 6  | Mark Webber        | Red Bull-Renault     | 58     | +24.285                | 1    | 15     |
| 4   | 3  | Michael Schumacher | Mercedes             | 58     | +31.110                | 5    | 12     |
| 5   | 4  | Nico Rosberg       | Mercedes             | 58     | +32.266                | 6    | 10     |
| 6   | 11 | Robert Kubica      | Renault              | 58     | +32.824                | 7    | 8      |
| 7   | 7  | Felipe Massa       | Ferrari              | 58     | +36.635                | 8    | 6      |
| 8   | 8  | Fernando Alonso    | Ferrari              | 58     | +46.544                | 12   | 4      |
| 9   | 14 | Adrian Sutil       | Force India-Mercedes | 58     | +49.029                | 11   | 2      |
| 10  | 23 | Kamui Kobayashi    | BMW Sauber-Ferrari   | 58     | +1:05.650              | 10   | 1      |
| 11  | 22 | Pedro de la Rosa   | BMW Sauber-Ferrari   | 58     | +1:05.944              | 13   |        |
| 12  | 17 | Jaime Alguersuari  | Toro Rosso-Ferrari   | 58     | +1:07.800              | 16   |        |
| 13  | 15 | Vitantonio Liuzzi  | Force India-Mercedes | 57     | +1 volta               | 18   |        |
| 14  | 9  | Rubens Barrichello | Williams-Cosworth    | 57     | +1 volta               | 15   |        |
| 15  | 12 | Vitaly Petrov      | Renault              | 57     | +1 volta               | 9    |        |
| 16  | 16 | Sébastien Buemi    | Toro Rosso-Ferrari   | 57     | +1 volta               | 14   |        |
| 17  | 10 | Nico Hülkenberg    | Williams-Cosworth    | 57     | +1 voltas              | 17   |        |
| 18  | 24 | Timo Glock         | Virgin-Cosworth      | 55     | +3 voltas              | 21   |        |
| 19  | 25 | Lucas di Grassi    | Virgin-Cosworth      | 55     | +3 voltas              | 23   |        |
| 20  | 20 | Karun Chandhok     | HRT-Cosworth         | 52     | Bomba de Combustível   | 24   |        |
| Ret | 21 | Bruno Senna        | HRT-Cosworth         | 46     | Pressão do Combustível | 22   |        |
| Ret | 5  | Sebastian Vettel   | Red Bull-Renault     | 39     | Colisão                | 3    |        |
| Ret | 19 | Heikki Kovalainen  | Lotus-Cosworth       | 33     | Sistema Hidráulico     | 20   |        |
| Ret | 18 | Jarno Trulli       | Lotus-Cosworth       | 32     | Sistema Hidráulico     | 19   |        |

## Tabela do campeonato após a corrida
Observe que somente as seis primeiras posições estão incluídas na tabela.
| Pos | Var     | Piloto           | Pontos |
| --- | ------- | ---------------- | ------ |
| 1   | Estável | Mark Webber      | 93     |
| 2   | (2)     | Jenson Button    | 88     |
| 3   | (4)     | Lewis Hamilton   | 84     |
| 4   | (1)     | Fernando Alonso  | 79     |
| 5   | (3)     | Sebastian Vettel | 78     |
| 6   | Estável | Robert Kubica    | 67     |

| Pos | Var     | Construtor           | Pontos |
| --- | ------- | -------------------- | ------ |
| 1   | (2)     | McLaren-Mercedes     | 172    |
| 2   | (1)     | Red Bull-Renault     | 171    |
| 3   | (1)     | Ferrari              | 146    |
| 4   | Estável | Mercedes             | 100    |
| 5   | Estável | Renault              | 73     |
| 6   | Estável | Force India-Mercedes | 32     |